# Quận 2, Roma
Quận 2 Parioli - Nomentano (tiếng Ý: Municipio II Parioli - Nomentano) là quận hành chính thứ hai của thủ đô Roma, Ý. Từ ngày 11 tháng 3 năm 2013, Quận 2 được sửa đổi bằng cách sáp nhập Quận 3 cũ vào địa giới của mình.